# Borough de Tournai
Le Borough de Tournai a été un ancien arrondissement du Parlement d'Angleterre.
La ville de Tournai (aujourd'hui belge), cité de Flandre dépendante de la couronne de France, fut sous domination anglaise du 23 septembre 1513 jusqu'à ce qu'elle retourne au roi de France en 1519. Durant cette période, la ville fut représentée au Parlement anglais par Jean le Sellier (en). Il est probable que Jean le Sellier n'était pas spécifiquement un membre du parlement en tant que tel mais plutôt le représentant d'une délégation tournaisienne à Londres pour légiférer sur le fonctionnement légal de la ville sous l'occupant anglais.
Une élection eut lieu durant le mois de décembre 1513. Il n'est pas clairement établi qu'il y ait eu une élection pour la législature suivante en 1515, mais cela aura été la dernière occasion pour Tournai d'être représentée à la Chambre des communes britannique.

## Membres du Parlement
| Appel            | Élu  | Début          | Dissolution      | Premier Membre  | Second Membre |
| ---------------- | ---- | -------------- | ---------------- | --------------- | ------------- |
| 28 novembre 1511 | 1513 | 4 février 1512 | 4 mars 1514      | Jean Le Sellier | inconnu       |
| 23 novembre 1514 | 1515 | 5 février 1515 | 22 décembre 1515 | inconnu         | inconnu       |